# Ланчетти, Винченцо
Винче́нцо Ланче́тти (итал. Vincenzo Lancetti; 3 января 1767, Кремона — 18 апреля 1851, Милан) — итальянский писатель и общественный деятель.

## Биография
Родился в Кремоне в 1767 году. Около 1780 года переехал с отцом в Милан, где окончил медицинский факультет университета и получил профессию хирурга. В 1797 году, в период наполеоновских войн на территории Италии получил должность заместителя генерального секретаря военного министерства в Милане в созданном под контролем французов правительстве. В 1800 году вошёл в состав Итальянского легиона, однако ещё до битвы при Маренго в том же году был демобилизован по причине слабого здоровья и вернулся в Милан, где занимал различные административные должности в военных ведомствах. С 1814 года — директор Главного военного архива.
В 1797 году познакомился с Уго Фосколо и был с ним дружен в течение многих лет. Оставил множество сочинений военно-научного и военно-исторического характера, а также поэму «Ареосиад» (Areostiade, 1803), исторический роман «Кабрино Фондуло» (Cabrino Fondulo, 1827), один из первых переводов с древнегреческого сочинения Флавия Филострата «Жизни софистов» с комментариями.
Ланчетти в 1797 году был ревностным революционером и членом Circolo constituzionale в Милане вместе с Фосколо, Пиндемонте и другими, затем стал масоном. Был, в основном, человеком без идей и принципов, не стремился к овладению военным делом, был политически индифферентен, но в то же время довольно амбициозным приспособленцем. Он пользовался небольшим общественным уважением. Австрийские власти также были недовольны его отношением к служебным обязанностям, в чём его часто упрекали. Ланчетти был чрезвычайно плодовитым и искусным писателем. Под своим именем или под псевдонимом он писал стихи, трагедии, комедии, либретто, былины и романы, произведения философского и исторического содержания. Делал переводы с немецкого, английского и французского языков, писал биографии, составлял библиографические списки и путеводители.

## Память
Именем Винченцо Ланчетти назван бульвар в Милане (итал. viale Vincenzo Lancetti), являющийся продолжением бульвара Луиджи Торелли (итал. viale Luigi Torelli) и идущий до пересечения с улицей Бернина (итал. via Bernina), а также расположенная поблизости от него железнодорожная станция.